# Rebenty (Fresquel)
Der Rebenty ist ein Fluss in Frankreich, der im Département Aude in der Region Okzitanien verläuft. Er entspringt unter dem Namen Ruisseau de Saint-Denis im Gemeindegebiet von Montréal, entwässert mit mehreren Schleifen generell in nördlicher Richtung und mündet nach rund 21 Kilometern im Gemeindegebiet von Alzonne als rechter Nebenfluss in den Fresquel. In seinem Mündungsabschnitt unterquert der Rebenty die Autobahn A61, die Départementsstraße D33, die Bahnstrecke Bordeaux–Sète und den Canal du Midi.

## Orte am Fluss
(Reihenfolge in Fließrichtung)
- Montréal
- Bram
- Alzonne